# Phare de Porto Colom
Le Phare de Porto Colom est un phare situé dans le quartier de Porto Colom dans la ville de Felanitx, au sud-est de l'île de Majorque, dans l'archipel des Îles Baléares (Espagne).
Il est géré par l'autorité portuaire des îles Baléares (Autoridad Portuaria de Baleares) au port d'Alcúdia.

## Histoire
Le phare a été réalisé par l'ingénieur Pou Emili en 1861 dans le plan général Balizamiento des côtes et des ports d'Espagne. En 1918 la tour de 6,5 m est rehaussée afin d'atteindre une plus grande portée et en changeant la lampe primitive par une autre plus performante. En 1965, le feu a été électrifié et la tour a été de nouveau rehaussée de 10 m
pour empêcher toute interférence des faisceaux lumineux avec les lumières des bâtiments à proximité. C'est maintenant une tour cylindrique de 25 m de haut, avec galerie et lanterne, attenante à une maison de gardiens de deux étages. Le phare est peint en blanc avec quatre bandes noires et la lanterne métallique est grise.
Identifiant : ARLHS : BAL-055 ; ES-33610 - Amirauté : E0310 - NGA : 5144 .